# Железнодорожный транспорт в Таджикистане

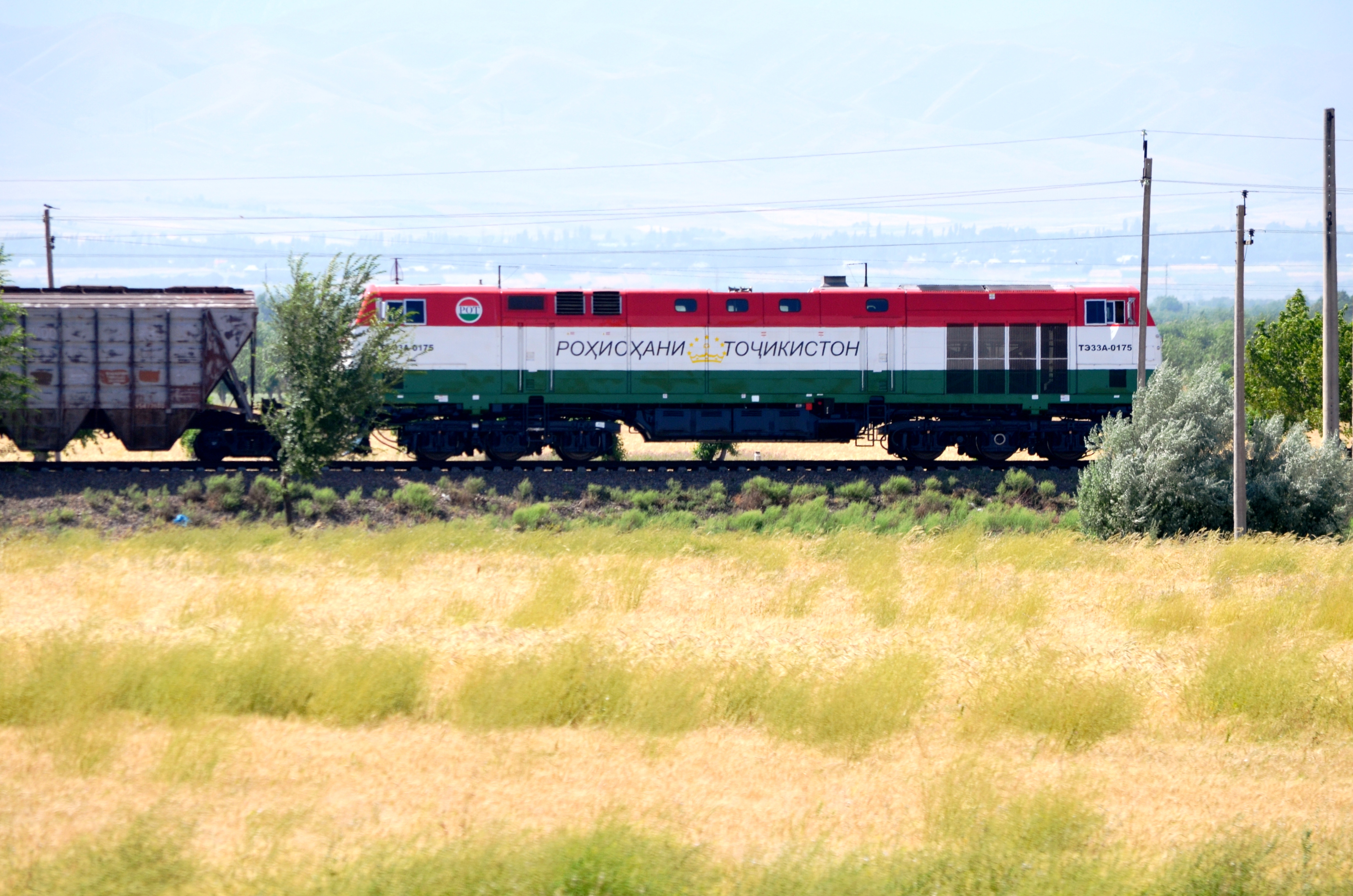
Новый тепловоз ТЭ33А на Таджикской железной дороге

Железнодорожный транспорт в Таджикистане является важным компонентом транспортной системы страны.
Протяжённость железных дорог общего пользования в стране составляет 680 км (2008 год). Преимущественная ширина колеи — 1520 мм. 100 % тяги осуществляется тепловозами. Основным оператором железнодорожного транспорта является ГУП «Таджикская железная дорога» (тадж. Роҳи оҳани Тоҷикистон), за исключением узкоколейной железной дороги Мехрабад — Сулюкта, принадлежащей Джаббар-Расуловскому погрузочно-транспортному управлению, одновременно являющейся единственной электрифицированной железной дорогой в Таджикистане и Кыргызстане.
Сеть железных дорог широкой состоит из двух изолированных компонентов:
- линия Термез — Душанбе I — Вахдат — Яван — Бохтар (Курган-Тюбе) — Шаартуз с веткой Бохтар (Курган-Тюбе) — Куляб.
- линия Нау — Шураб с веткой Душанбе — Худжанд и выходом от станции Канибадам на Ферганское отделение УТЙ.

## История
- Первой железной дорогой на территории современного Таджикистана стала линия Урсатьевская — Андижан, проложенная в 1897 году. Она прошла через север страны и соединила Худжанд с сетью железных дорог Российской империи. В 1926—1930 годах была проложена линия Термез — Душанбе — Янги-Базар.
- В 1907 году была сдана первая очередь будущей Сулюктинской узкоколейной железной дороги, предназначенной для перевозки угля.
- В 1938 году на севере республики была проложена ветка Канибадам — Шураб.
- В 1930-е годы на юге Таджикистана была проложена узкоколейная железная дорога Душанбе — Нижний Пяндж, а в 1950 — Курган-Тюбе — Куляб. В 1990-е годы они были закрыты и разобраны.
- В 1960-70-е годы была введена в эксплуатацию новая линия Термез — Бохтар (Курган-Тюбе) — Яван.
- Первой железной дорогой Таджикистана, построенной в годы независимости, стала линия широкой колеи Курган-Тюбе — Куляб, открытая в 1999 году.

### Строительство дорог в обход Узбекистана
В 2011 году южный куст Таджикской железной дороги (Хошады — Яван и Курган-Тюбе — Куляб) оказался полностью изолирован в результате планомерной ликвидации Узбекистанскими железными дорогами участка Галаба — Амузанг — Хошади.
После этого в Таджикистане приняли решение произвести строительство нескольких железнодорожных линий. Первая линия — на север: Таджикистан — Кыргызстан — Казахстан — Россия, вторая — с востока на юго-запад: Китай — Кыргызстан — Таджикистан — Афганистан и Туркменистан или Иран.
Было ускорено строительство линии Вахдат (Янги́-База́р) — Яван, строившейся с марта 2009 года при участии китайских специалистов. Она была сдана в августе 2016 года и открыла путь до афганской границы. В феврале 2017 года по этому пути прошёл первый пассажирский поезд на юг по линии Душанбе — Вахдат — Яван — Курган-Тюбе- Шаартуз — Хошады длиной 242,7 км.
В марте 2013 года в Ашхабаде президенты трёх стран — Бердымухамедов, Карзай и Рахмон договорились продлить планируемую линию ЖД Атамурат (Керки) — Имамназар — Андхой — Акина из Туркменистана в Афганистан до Таджикистана. В ноябре 2016 года туркменская сторона закончила строительство своего участка Атамурат-Имамназар (Туркменистан) — Акина (Афганистан) длиной 88 км.
Таким образом были построены западная и восточная части проекта Железная дорога Туркменистан — Афганистан — Таджикистан в обход Узбекистана с юга.
Но в начале 2018 года после смены руководства Узбекистана разобранный в 2012 году пограничный участок железной дороги Галаба — Амузанг был восстановлен узбекской стороной и в марте по этому пути отправился первый поезд из Таджикистана Куляб — Москва.

## Пассажирское сообщение
- Пассажирские перевозки международного сообщения представлены поездами Душанбе — Волгоград, Худжанд — Волгоград, Куляб — Волгоград, Душанбе — Ташкент и Душанбе — Канибадам, каждый из которых курсирует 1 раз в неделю. Беспересадочное сообщение с Москвой было прекращено в 2020 году в связи с пандемией COVID-19 и не восстановлено.
- Пригородное сообщение внутри страны представлено маршрутами Душанбе — Пахтаабад (ежедневно) и Душанбе — Куляб (1 раз в неделю).

## Подвижной состав
Инвентарный парк «Таджикской железной дороги» на май 2013 года состоит из 2169 грузовых вагонов, 432 пассажирских вагонов и 59 тепловозов. При этом 306 грузовых вагонов, 15 пассажирских вагонов и 4 тепловоза приобретены в 2012 году, 100 новых грузовых вагонов производства Крюковского завода поступили в феврале 2013 года.